# Geoglifos de Chen Chen
Los Geoglifos de Chen Chen están ubicado cerca de la ciudad de Moquegua, departamento de Moquegua, Perú. Los geoglifos tiene representaciones zoomórficas sobre el suelo con similitud a los de Nazca, Palpa, Vitor, Osmore, Caplina, Azapa y San Pedro de Atacama. Entre las figuras reconocidas se encuentran las siluetas de los cámelidos conformados en dos grupos. El primero es el más numeroso y está ubicada en el centro de cadena de colinas. La zona arqueológica fue declarada Patrimonio Cultural de Arqueológico en el 2002.
Los geoglifos serían uno de los asentamientos de la cultura Tiwanaku que se desarrolló en la costa del sur andino del Perú. Los tiwanakus fueron de origen altiplanico que floreció alrededor de los 700 a 1000.
Durante la realización de los geoglifos se emplearon las técnicas para grabar el emplantillado y raspado. 
Se realizaron estudios y trabajos de rescate desde 1985. Asimismo se han realizado el análisis de fechado radiocarbónico de huesos humanos que revela la existencia de una importante población en el valle de Moquegua y Osmore. Según el investigador Lautaro Nuñez sostiene que están relacionados con la actividad económica complementarias entre poblaciones altoandinas.
El área se encuentra amenazada por las invasiones. Cerca del lugar, las figuras de dos llamas fueron desaparecidas.

## Ubicación
Se encuentra al suroeste de la ciudad de Moquegua a 1,5 km de distancia. Se llega por la carretera Binacional hacia Bolivia pasando por el lado sur del área habitacional y de cementerios a unos 100 m Los geoglifos se ubican unas colinas de mediana altura. La altura está entre 1474 y 1534 m s. n. m. y se encuentran orientados hacia el este y oeste.